# 平岡亮
平岡 亮（ひらおか りょう、1991年6月6日 - ）は、日本の俳優。兵庫県出身。DASH所属。

## 人物
趣味は帽子集め、バイク。特技はアクロバット、HIPHOPダンス。普通自動車免許、普通自動二輪免許、二級小型船舶操縦免許、乗馬ライセンス5級所持。
2025年1月、女優の櫻井麻七と結婚。

## 出演

### 映画
- 何者 (三浦大輔監督 2016年)
- HiGH＆LOW THE MOVIE (久保茂昭監督 2016年)
- HiGH＆LOW THE MOVIE 2 (久保茂昭監督 2017年)
- HiGH＆LOW THE MOVIE 3 (久保茂昭監督 2017年)
- ろくでなし (奥田庸介監督 2017年)
- ギャングース (入江悠監督 2018年)
- いぬやしき (佐藤信介監督 2018年)
- ただ・いま (辻秋之監督 2018年)
- 最後の審判 (川上信也監督 2019年)
- LAPSE ラプス「SIN」 (志真健太郎監督 2019年)
- カツベン！ (周防正行監督  2019年)
- 宮本から君へ (真利子哲也監督  2019年)
- 浅草キッド (劇団ひとり監督 2021年)
- 藝大の階段-曲げる男 (廣原暁監督 2021年)
- Bridal, my Song (板橋基之監督 2022年)
- くすぶりの狂騒曲（立川晋輔監督 2024年）- かみちぃ 役[2]

### ドラマ
- HiGH＆LOW –THE STORY OF S.W.O.R.D.-（2015年10月22日 - 12月24日 / 2016年4月24日 - 6月26日、 日本テレビ） - RUDE BOYSメンバー
- 百年の計、我にあり（2016年1月3日、TBS）
- SUITS 第1話（2018年10月8日、フジテレビ）
- 宮本から君へ（2018年4月7日 - 6月30日、テレビ東京）
- 日本ボロ宿紀行 第1話（2019年1月26日、テレビ東京）- 小西浩二 役
- 初めて恋をした日に読む話（2019年1月15日 - 3月19日、TBS）
- 向かいのバズる家族 第1話（2019年4月4日、日本テレビ）
- チート〜詐欺師の皆さん、ご注意ください〜 第5話（2019年10月31日、日本テレビ）
- 教場（2020年1月4日・5日、フジテレビ）- 平岡仁 役
- 痛快TV スカッとジャパン（2020年、フジテレビ）
- 湘南純愛組! 第3話（2020年2月28日、Amazon Prime Video）
- 70才、初めて産みますセブンティウイザン。 第4話（2020年4月26日、NHK BSプレミアム）
- 嫌われ監察官 音無一六 第6作「炎上の裏の真実」（2020年9月7日、テレビ東京）
- 彼女のウラ世界 第5話（2021年7月19日、フジテレビTWO）
- 管理官キング（2022年1月6日、テレビ朝日）- 興和証券社員 役
- 真夜中にハロー! 第2話（2022年1月20日、テレビ東京）- 目次 役
- ふたりのウルトラマン（2022年4月28日、NHK総合 / 2022年5月2日、NHK BSプレミアム） - AD大友 役
- パンドラの果実 第6話（2022年5月28日、日本テレビ）
- 競争の番人 第7話（2022年8月22日、フジテレビ）- 「ベストクローズ」の社員 役
- 完全に詰んだイチ子はもうカリスマになるしかないの（2022年11月2日 - 12月21日、テレビ東京）- カシレのスタッフ 役
- 晩酌の流儀 年末スペシャル～一年の最後に、最高の一杯を～（2022年12月31日、テレビ東京）- 野毛 役
- サンクチュアリ -聖域- 第5話（2023年5月4日、Netflix）- 会社員 役
- ゲキカラドウ2 第7話（2023年5月18日、テレビ東京)
- セツナ（2023年8月1日、TOKYO MX） - サナギ 役
- 連続ドラマW 湊かなえ「落日」 第2話 - 最終話（2023年9月17日 - 10月1日、WOWOW）
- 地面師たち（2024年7月25日、Netflix）- 吉岡将太 役
- 晩餐ブルース 第3話（2025年2月6日、テレビ東京） - 料理人 役

### 舞台
- 中野演劇フェス!!（2018年8月21日 - 26日、中野テアトルBONBON 崖っぷちウォリアーズ）
- 透ける躯体（2019年9月4日 - 8日、北千住BUoYアートセンター TOKYO笹塚ボーイズ×Breath・佐野弘樹）
- 泣くロミオと怒るジュリエット（2020年2月8日 - 26日、Bunkamuraシアターコクーン）
  - 泣くロミオと怒るジュリエット2025（2025年7月6日 - 28日、東京・THEATER MILANO-Za / 8月2日 - 11日、大阪・森ノ宮ピロティホール）[3]
- 目にすることなき風景（2021年9月22日 - 26日、下北沢Half Moon Hall TOKYO笹塚ボーイズ） - 主演 英二 役
- BOND52 VOL.1『山笑う』（2022年7月7日 - 17日、下北沢小劇場B1 小松台東BONDゴツプロ！）
- 歌うシャイロック（2023年2月9日 - 21日、京都・南座 / 2023年2月25日 - 27日、福岡・博多座 / 2023年3月16日 - 26日、東京・サンシャイン劇場）
- 欲望という名の電車（2024年2月10日 - 18日、東京・新国立劇場中劇場 / 2024年2月22日 - 25日、大阪・森ノ宮ピロティホール）

### 広告
- ハーネス型安全帯 WEBCM（2018年）
- 日本唐揚協会 「KARAAGE WARS」（2019年）
- 日本HP（2021年）
- 久光製薬 ブテナロックVα（2021年）
- Z会 （2022年）
- 第一三共株式会社「家族の日々」篇 （2023年）

### MV
- GADORO「U love song feat.般若」(Prod. by DJ PMX) （2020年）
- ソナーポケット「80億分の1」（2021年）

### WEB
- SHISHAMO 「SHISHAMO NEWS～「夏恋注意報」Special Movie～」（2023年）
- Ella project ドラマシリーズ『東京彼女』7月号 くるみ篇 「きって、つなげる」（2023年7月3日 - 31日、YouTube） - 細川 役